# Masao Sugimoto
Masao Sugimoto (jap. 杉本 雅央 Sugimoto Masao; ur. 27 czerwca 1967) – japoński piłkarz występujący na pozycji pomocnika.

## Kariera klubowa
Od 1990 do 1996 roku występował w klubach Yamaha Motors i Shimizu S-Pulse.